# Фострём, Элин
Элин Фострём (швед. Elin Fohström-Tallqvist, 22 сентября 1868 — 19 апреля 1949) — финская оперная певица (сопрано).

## Биография
Элин Фострём родилась в Гельсингфорсе в 1868 г. в шведскоязычной финской семье. Её родителями были торговец Август Фридольф Фострём и Генриетта София Стенквист. Кроме неё в семье было ещё шестеро детей, оперная певица Альма Фострём приходилась сестрой, а виолончелист Оссиан Фострём - братом.
В 1886—1887 гг. Элин обучалась пению во Флоренции у Феличе Варизи: учёба была оплачена её сестрой Альмой. Затем Элин училась в Париже у испано-французской певицы Полины Виардо.
Дебют Элин как певицы состоялся в Гельсингфорсе в 1887 г. Затем она исполняла партию в опере «Фауст» Гуно. В 1893 г. она предпринимает большое путешествие по Европе и России, в 1897 г. в Германии её оперные партии получили восторженные отзывы зрителей.
В 1897 г. Элин вышла замуж за Яльмара Талльквиста и взяла его фамилию. Она выступала в Цюрихе, где её муж преподавал в университете, исполняла партии в операх «Севильский цирюльник» Россини, «Ромео и Джульетта» Гуно и «Кармен» Бизе. Вскоре она покинула оперную сцену и изредка выступала на благотворительных концертах.
Элин преподавала вокал в Гельсингфорсе. Одной из её учениц была Пиа Равенна.
Элин ушла из жизни в Хельсинки в 1949 г.